# World Cup 1986 (Tischtennis)
| 1985 ← World Cup → 1987 | 1985 ← World Cup → 1987             |
| ----------------------- | ----------------------------------- |
|                         | Männer                              |
| Datum                   | 07.07.–10.07.                       |
| Ort                     | Port of Spain                       |
| Auflage                 | 7                                   |
| Sieger                  | Chen Longcan Jiang Jialiang Kim Wan |

Der Tischtennis-World Cup 1986 fand in seiner 7. Austragung vom 7. bis 10. Juli in Port of Spain (Trinidad und Tobago) statt. Es gab nur einen Wettbewerb für Männer. Gold ging an Chen Longcan aus China.

## Modus
An dem Wettbewerb nahmen 16 Sportler teil, die auf vier Gruppen mit je vier Sportlern aufgeteilt wurden. Die Gruppenersten und -zweiten rückten in die im K.o.-Modus ausgetragene Hauptrunde vor. Die Halbfinal-Verlierer trugen ein Spiel um Platz 3 aus, die Viertelfinalverlierer spielten um die Plätze 5–8, die Gruppendritten um die Plätze 9–12 und die Gruppenletzten um die Plätze 13–16. Gespielt wurde mit zwei Gewinnsätzen, in der Hauptrunde mit drei Gewinnsätzen.

## Teilnehmer
| Platz | Name               | TN |
| ----- | ------------------ | -- |
| 1     | Chen Longcan       | 2  |
| 2     | Jiang Jialiang     | 4  |
| 3     | Kim Wan            | 3  |
| 4     | Lo Chuen Tsung     | 2  |
| 5     | Mikael Appelgren   | 4  |
| 6     | Andrzej Grubba     | 4  |
| 7     | Kiyoshi Saito      | 3  |
| 8     | Yoshihito Miyazaki | 2  |
| 9     | Jörgen Persson     | 1  |
| 10    | Cláudio Kano       | 1  |
| 11    | Tommy Danielsson   | 3  |
| 12    | Atanda Musa        | 3  |
| 13    | Kim Ki-taik        | 3  |
| 14    | Eric Boggan        | 5  |
| 15    | Dragutin Šurbek    | 3  |
| 16    | Nigel Christopher  | 1  |

## Gruppenphase

### Gruppe 1
|                  | Ergebnis |                  |
| ---------------- | -------- | ---------------- |
| Jiang Jialiang   | 2:1      | Kim Wan          |
| Jiang Jialiang   | 2:0      | Tommy Danielsson |
| Jiang Jialiang   | 2:0      | Eric Boggan      |
| Kim Wan          | 2:1      | Tommy Danielsson |
| Kim Wan          | 2:0      | Eric Boggan      |
| Tommy Danielsson | 2:1      | Eric Boggan      |

| Platz | Spieler          | Spiele | Sätze | Punkte |
| ----- | ---------------- | ------ | ----- | ------ |
| 1     | Jiang Jialiang   | 3      | 6:1   | 6      |
| 2     | Kim Wan          | 3      | 5:3   | 5      |
| 3     | Tommy Danielsson | 3      | 3:5   | 4      |
| 4     | Eric Boggan      | 3      | 1:6   | 3      |

### Gruppe 2
|                    | Ergebnis |                   |
| ------------------ | -------- | ----------------- |
| Yoshihito Miyazaki | 2:0      | Andrzej Grubba    |
| Yoshihito Miyazaki | 2:1      | Jörgen Persson    |
| Yoshihito Miyazaki | 2:0      | Nigel Christopher |
| Andrzej Grubba     | 2:0      | Jörgen Persson    |
| Andrzej Grubba     | 2:0      | Nigel Christopher |
| Jörgen Persson     | 2:0      | Nigel Christopher |

| Platz | Spieler            | Spiele | Sätze | Punkte |
| ----- | ------------------ | ------ | ----- | ------ |
| 1     | Yoshihito Miyazaki | 3      | 6:1   | 6      |
| 2     | Andrzej Grubba     | 3      | 4:2   | 5      |
| 3     | Jörgen Persson     | 3      | 3:4   | 4      |
| 4     | Nigel Christopher  | 3      | 0:6   | 3      |

### Gruppe 3
|                  | Ergebnis |                  |
| ---------------- | -------- | ---------------- |
| Lo Chuen Tsung   | 2:0      | Mikael Appelgren |
| Lo Chuen Tsung   | 2:0      | Atanda Musa      |
| Lo Chuen Tsung   | 1:2      | Dragutin Šurbek  |
| Mikael Appelgren | 2:1      | Atanda Musa      |
| Mikael Appelgren | 2:0      | Dragutin Šurbek  |
| Atanda Musa      | 2:1      | Dragutin Šurbek  |

| Platz | Spieler          | Spiele | Sätze | Punkte |
| ----- | ---------------- | ------ | ----- | ------ |
| 1     | Lo Chuen Tsung   | 3      | 5:2   | 5      |
| 2     | Mikael Appelgren | 3      | 4:3   | 5      |
| 3     | Atanda Musa      | 3      | 3:5   | 4      |
| 4     | Dragutin Šurbek  | 3      | 3:5   | 4      |

### Gruppe 4
|               | Ergebnis |               |
| ------------- | -------- | ------------- |
| Chen Longcan  | 2:0      | Kiyoshi Saito |
| Chen Longcan  | 2:0      | Cláudio Kano  |
| Chen Longcan  | 2:1      | Kim Ki-taik   |
| Kiyoshi Saito | 2:1      | Cláudio Kano  |
| Kiyoshi Saito | 2:0      | Kim Ki-taik   |
| Cláudio Kano  | 2:1      | Kim Ki-taik   |

| Platz | Spieler       | Spiele | Sätze | Punkte |
| ----- | ------------- | ------ | ----- | ------ |
| 1     | Chen Longcan  | 3      | 6:1   | 6      |
| 2     | Kiyoshi Saito | 3      | 4:3   | 5      |
| 3     | Cláudio Kano  | 3      | 3:5   | 4      |
| 4     | Kim Ki-taik   | 3      | 2:6   | 3      |

## Hauptrunde
|  | Viertelfinale      | Viertelfinale |                |              | Halbfinale       | Halbfinale |  |  | Finale | Finale |
|  |                    |               |                |              |                  |            |  |  |        |        |
|  |                    |               |                |              |                  |            |  |  |        |        |
|  | Jiang Jialiang     | 3             |                |              |                  |            |  |  |        |        |
|  | Jiang Jialiang     | 3             |                |              |                  |            |  |  |        |        |
|  | Andrzej Grubba     | 1             |                |              |                  |            |  |  |        |        |
|  | Andrzej Grubba     | 1             | Jiang Jialiang | 3            |                  |            |  |  |        |        |
|  |                    |               | Jiang Jialiang | 3            |                  |            |  |  |        |        |
|  |                    | Kim Wan       | 0              |              |                  |            |  |  |        |        |
|  | Yoshihito Miyazaki | Kim Wan       | 0              | 1            |                  |            |  |  |        |        |
|  | Yoshihito Miyazaki |               |                | 1            |                  |            |  |  |        |        |
|  | Kim Wan            | 3             |                |              |                  |            |  |  |        |        |
|  |                    |               | Jiang Jialiang | 1            |                  |            |  |  |        |        |
|  |                    |               |                | Chen Longcan | 3                |            |  |  |        |        |
|  | Lo Chuen Tsung     | 3             |                |              |                  |            |  |  |        |        |
|  | Kiyoshi Saito      | 0             |                |              |                  |            |  |  |        |        |
|  | Kiyoshi Saito      | 0             | Lo Chuen Tsung | 1            |                  |            |  |  |        |        |
|  |                    |               | Lo Chuen Tsung | 1            | Spiel um Platz 3 |            |  |  |        |        |
|  |                    | Chen Longcan  | 3              |              |                  |            |  |  |        |        |
|  | Mikael Appelgren   | Chen Longcan  | 3              | 0            | Kim Wan          | 2          |  |  |        |        |
|  | Mikael Appelgren   |               |                | 0            | Kim Wan          | 2          |  |  |        |        |
|  | Chen Longcan       | 3             |                | Chen Longcan | 0                |            |  |  |        |        |
|  | Chen Longcan       | 3             |                |              | 0                |            |  |  |        |        |
|  |                    |               |                |              |                  |            |  |  |        |        |

## Platzierungsspiele
| um Platz | Spieler 1        | Ergebnis | Spieler 2          | um Platz | Spieler 1        | Ergebnis | Spieler 2          |
| -------- | ---------------- | -------- | ------------------ | -------- | ---------------- | -------- | ------------------ |
| 5–6      | Andrzej Grubba   | 2:0      | Yoshihito Miyazaki | 5        | Mikael Appelgren | 2:1      | Andrzej Grubba     |
| 5–6      | Mikael Appelgren | 2:0      | Kiyoshi Saito      | 7        | Kiyoshi Saito    | 2:1      | Yoshihito Miyazaki |
| 9–10     | Jörgen Persson   | 2:1      | Tommy Danielsson   | 9        | Jörgen Persson   | 2:1      | Cláudio Kano       |
| 9–10     | Cláudio Kano     | 2:1      | Atanda Musa        | 11       | Tommy Danielsson | 2:1      | Atanda Musa        |
| 13–14    | Kim Ki-taik      | 2:0      | Dragutin Šurbek    | 13       | Kim Ki-taik      | 2:1      | Eric Boggan        |
| 13–14    | Eric Boggan      | 2:0      | Nigel Christopher  | 15       | Dragutin Šurbek  | 2:0      | Nigel Christopher  |

## Sonstiges
Mit 5 World-Cup-Teilnahmen stellte Eric Boggan einen neuen Rekord auf.